# Sala de concerts Tívoli
La Sala de concerts Tívoli (en danès Tivolis Koncertsal) és una sala de concerts amb capacitat per a 1.660 persones als jardins de Tívoli a Copenhaguen, Dinamarca. L'edifici, que va ser dissenyat per Frits Schlegel i Hans Hansen i va ser construït entre 1954 i 1956. La sala de concerts s'utilitza per a música clàssica (p. ex. l'Orquestra Simfònica del Tívoli), musicals de i música de jazz.

## Història
La sala solia acollir concerts de pop i rock. Entre els artistes destacats que han actuat al lloc hi ha The Grateful Dead, Country Joe and the Fish, Ike &amp; Tina Turner, Elton John, Procol Harum, Saga, Uriah Heep, Cream, Jerry Lee Lewis, Jethro Tull i Norah Jones. Avui s'utilitza principalment per a música clàssica, acústica i jazz. El Festival de la Cançó d'Eurovisió 1964 es va retransmetre des de l'auditori.

### La primera sala de concerts
La primera sala de concerts als jardins de Tívoli es va obrir el 1843. Va ser ampliat l'any 1873 i és l'edifici conegut ara com a Sala de Vidre. Hans Christian Lumbye va ser director musical i director en cap des de 1843 fins a 1872. Va escriure prop de 700 composicions per a l'orquestra, especialment polques, valses i galops.

### La sala de concerts de 1902

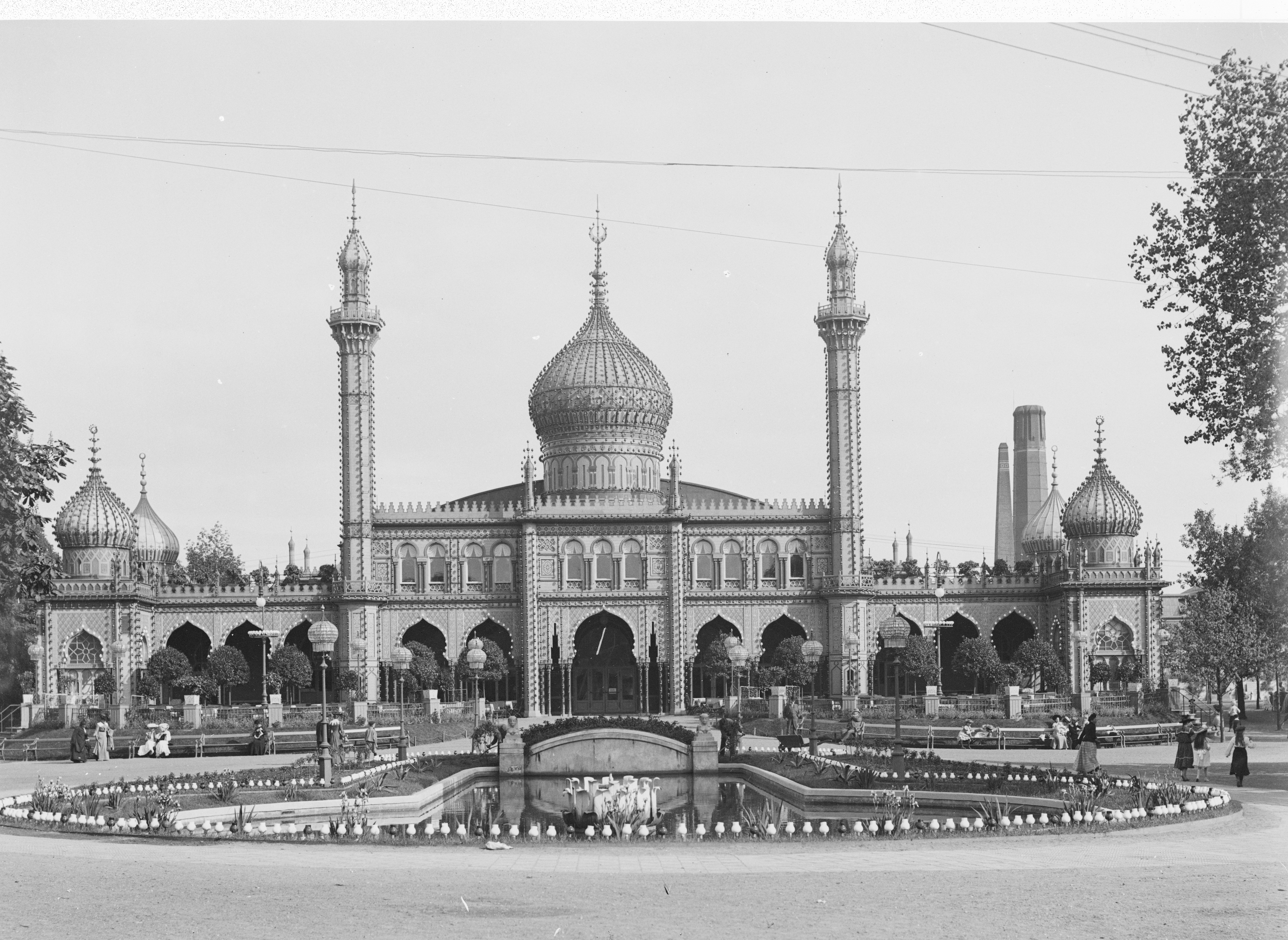
La sala de concerts de 1902

L'any 1902 es va construir una nova sala de concerts d'estil morisc. L'edifici va ser dissenyat per Knud Arne Petersen i Richard Bergmann.

### L'edifici actual

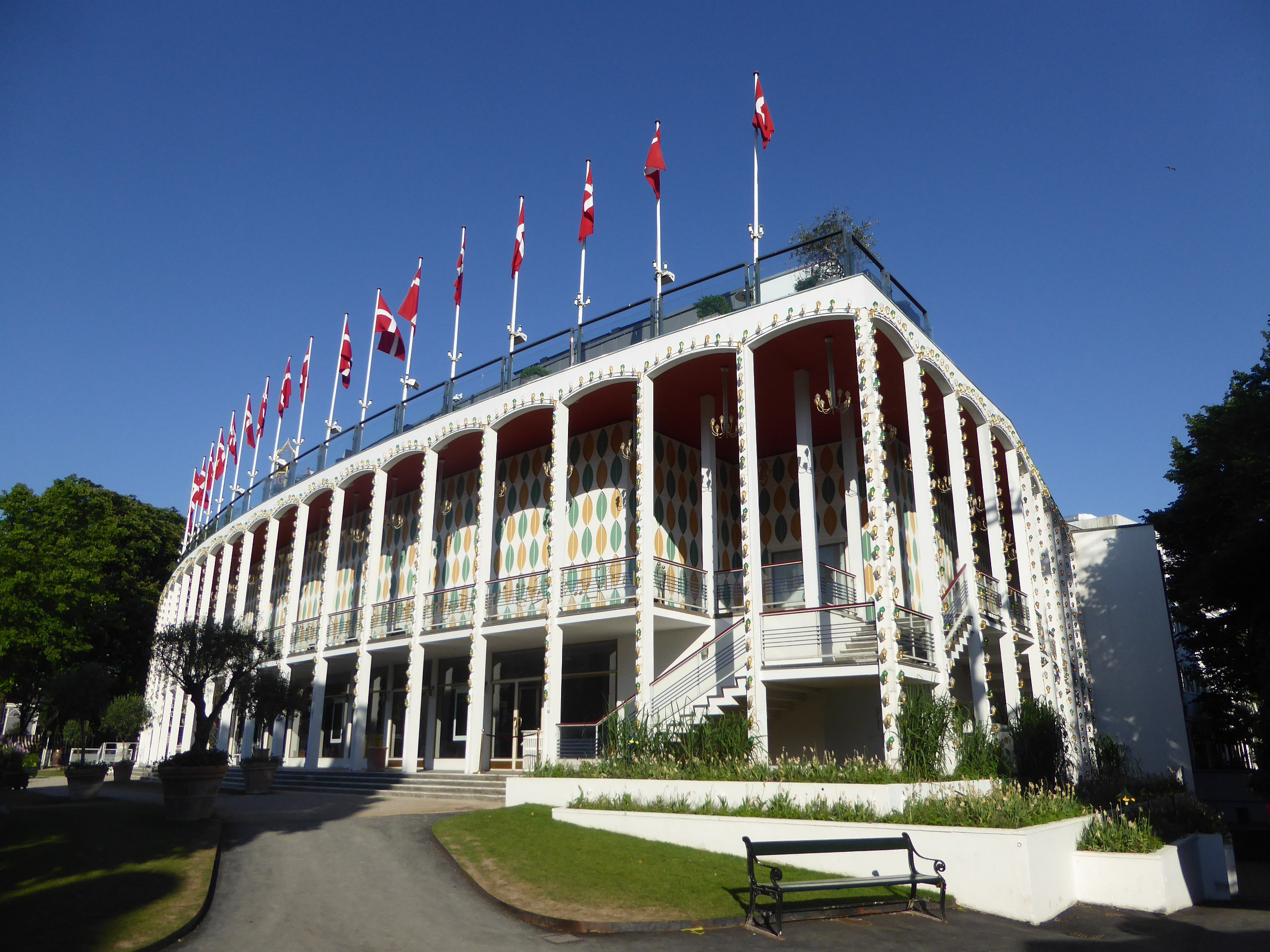
La sala de concerts el maig de 2018.

La sala de concerts va ser destruïda quan els jardins de Tívoli van ser destruïts durant el <i>schalburgtage</i> de la nit entre el 24 i el 25 de juny de 1944. La sala de concerts va ser reconstruïda amb un nou disseny modernista de Frits Schlegel i Hans Hansen.
L'any 2005 la sala de concerts va veure una renovació i ampliació important per part de 3XN on es va restaurar l'estil clàssic dels anys 50 de l'⁣auditori principal —incloent un esquema de colors característic de vermell, blau, groc i verd—, mentre que les instal·lacions per als visitants es van millorar i ampliar.

## Ús

### Música clàssica
Fins a l'any 2009, l'Orquestra tenia la seu a la Sala de concerts Tívoli. Des de llavors, la Filharmònica de Copenhaguen té la seu a l'antiga sala de concerts de la Ràdio danesa, que ara és la sala de concerts de la Reial Acadèmia Danesa de Música. Durant la temporada d'estiu, mentre els jardins de Tívoli estan oberts, l'orquestra continua actuant a la Sala de Concerts de Tívoli sota el nom d'⁣Orquestra Simfònica de Tívoli.